# Lionel Malingre
Lionel Malingre (né le 11 juin 1951 à Malakoff) est un athlète français, spécialiste des épreuves de sprint.

## Biographie
Sélectionné à dix-neuf reprises en équipe de France d'athlétisme, Lionel Malingre remporte la médaille d'or du relais 4 × 2 tours lors des Championnats d'Europe en salle 1973 de Rotterdam, associé à Lucien Sainte-Rose, Francis Kerbiriou et Patrick Salvador. Il obtient une médaille d'argent dans cette même épreuve en 1974.

### Palmarès
| Date | Compétition                    | Lieu      | Résultat | Épreuve            |
| ---- | ------------------------------ | --------- | -------- | ------------------ |
| 1970 | Championnats d'Europe Juniors  | Colombes  | 2e       | Relais 4 x 400m    |
| 1973 | Championnats d'Europe en salle | Rotterdam | 1er      | Relais 4 × 2 tours |
| 1974 | Championnats d'Europe en salle | Göteborg  | 2e       | Relais 4 × 2 tours |

### Records
| Épreuve | Performance    | Lieu                    | Date      |
| ------- | -------------- | ----------------------- | --------- |
| 200 m   | 21 s 4 21 s 61 | Madrid Saint Etienne    | 1971 1973 |
| 400 m   | 46 s 6 47 s 11 | Paris Jean Bouin Nevers | 1973 1977 |

## Sources
- DocAthlé 2003, Fédération française d'athlétisme, p.501